# Mindorói szarvascsőrű
A mindorói szarvascsőrű (Penelopides mindorensis) a madarak osztályának szarvascsőrűmadár-alakúak (Bucerotiformes) rendjébe és a szarvascsőrűmadár-félék (Bucerotidae) családjába tartozó faj.

## Előfordulása
Endemikus faj, csak a Fülöp-szigetekhez tartozó Mindoro szigetén honos.

## Külső hivatkozás
- Képek az interneten a fajról
- Internet Bird Collection Archiválva 2011. október 20-i dátummal a Wayback Machine-ben